# Чернігівські каштеляни
Черні́гівський каштеля́н (пол. kasztelan czernihowski) — регіональний уряд (посада) в Короні Польській Речі Посполитої. Один з очільників Чернігівського воєводства та один із його сенаторів — представників воєводства в Сенаті Речі Посполитої.
Уряд існував з 1633 до 1792 року. З 1667 року, після втрати Республікою Обох Націй воєводства, був титулярним.

## Каштеляни
- 1633—1639 — Миколай Коссаковський
- 1639—1646 — Адам Кисіль
- 1646-? — Ян Одживольський
- 1656-? — Здзіслав Ян Замойський
- ? — 1676 — Миколай Хлопіцький[1]
- 1676–бл. 1681 — Станіслав Антоній Фредро
- 1681—1699 — Ґабріель Сільніцький
- Прецлав Лянцкоронський — скальський староста[2]
- 1699 — Ян-Теодор Кашовський
- ? — ? — Іван Дрогойовський
- ? — ? — князь Миколай-Антоній Владиславич Воронецький[3]
- 1748—1765 — Юзеф Цешковський
- 1765—1784 — Юзеф-Людвік Підгороденський
- 1785—1792 — Януш-Томаш Святополк-Четвертинський
- 1792 — Феліціан Святополк-Четвертинський.